# Obniżenie Ścinawki
Obniżenie Ścinawki (332.47) – mezoregion położony między Górami Kamiennymi a Stołowymi, wzdłuż rzeki Ścinawki, o szerokości 10-15 km i długości ok. 30 km.
Pod względem geologicznym obejmuje fragment niecki śródsudeckiej. Obniżenie Ścinawki położone jest na wychodniach iłowcowych i piaskowcowych skał cechsztyńskich oraz dolnotriasowych skał niecki śródsudeckiej.
Rzeka dwukrotnie przecina granicę państwową z Czechami, środkowa część położona jest na terytorium Czech.

## Mikroregiony
- Dolina Ścinawki
- Wzgórza Ścinawskie
- Kotlina Broumovska (w Czechach)
- Obniżenie Mieroszowskie